# عصارخانه کهک
بنای عصارخانه کهک مربوط به دوره صفوی است و در کهک، بافت قدیمی شهر، غرب خانه ملاصدرا واقع شده و این اثر در تاریخ ۲۴ تیر ۱۳۸۲ با شمارهٔ ثبت ۹۱۵۰ به‌عنوان یکی از آثار ملی ایران به ثبت رسیده است.